# 青绿阔嘴蜂鸟
，是雨燕目蜂鸟科的一种鸟类。
青绿阔嘴蜂鸟体重约3.1克，翼长约50.2毫米，嘴峰长约18.6毫米，喙宽度约3毫米，喙厚度约2.1毫米，跗蹠长约7.3毫米，尾长约33.8毫米。青绿阔嘴蜂鸟在其分布区内为留鸟，其栖息在开放的中等高度的林地中，食性为草食性，主要食物来源是植物的花蜜。
青绿阔嘴蜂鸟分布于墨西哥南部格雷罗州、瓦哈卡州和恰帕斯州。该物种是单型物种，没有亚种分化。